# コインマジック
コインマジック（Coin magic）とは、コインを用いたマジックの総称。コインは小さいのでクロースアップ・マジックとして行われることが多いが、サロンマジックやステージマジックで演じられることもある。
アメリカのマジシャンデビッド・ロスが現代のコインマジックの第一人者といわれている。他にコインマジックに大きな影響を及ぼした人物はネルソン・ダウンズやダイ・バーノンなどが挙げられる。

## コインマジックの秘密
コインマジックの秘密は、ギミックとスライハンドの2種類が考えられる。ギミックとは仕掛けのことでコインに仕掛けがある場合もそれ以外のものに仕掛けがある場合もある。スライハンドとは手練の技術のことである。ギミックとスライハンドの両方が組み合わさって成立しているマジックも多い。

## 代表的なコインマジック
古典的な名作や多くのバリエーションを生み出した傑作などを紹介する。
コインズ・アクロス
片手から片手へコインが1枚ずつ移動するマジックの総称。4枚の銀貨を移動させるデビッド・ロスのウイングド・シルバーが有名。3枚のコインで行うものはスリー・フライと呼ばれる。
シガー・スルー・コイン
タバコがコインを貫通するマジック。
コイン・アセンブリー
テーブルの上に4枚のコインを正方形（または長方形）に並べ、2枚または4枚のカードでコインを隠すのだが、コインは次々と一箇所に集まる。マトリックスと呼ばれることもある。
サン・アンド・ムーン
アルバート・ゴッシュマンの作品。銅貨と銀貨の交換現象が2回連続で起こる。同名のシルクマジックも存在する。
スコッチ・アンド・ソーダ
多くのバリエーションが存在するので標準的なものを紹介する。銀貨と銅貨を観客にそれぞれの手に握ってもらう。観客が銅貨だと思っているほうの手をあけてもらうと銀貨に変化しており、もう片方の手を開けるとそこには全く別のコインが現れる。
マイザーズ・ドリーム
サロンマジックまたはステージマジックとして行われることが多い演目で、空中からコインを次々に取り出し、手に持ったバケツの中に放りこんでいく。
スペルバウンド
銀貨が銅貨に変わるなどの変化現象が何度も起こる。片手で行う方法を考案しているマジシャンもいる。
コイン・スルー・テーブル
コインがテーブルを上から下へ貫通するマジックの総称。4枚のコインを使い1枚ずつ貫通させていく場合が多いが、複数枚のコインを一気に貫通させる場合もある。他にも透明なガラステーブルなどで1枚だけ貫通させるメルティング・ポイントもある。
ダイ・バーノン、アルバート・ゴッシュマン、ケン・ブルック、フランク・ガルシアなど多くのマジシャンが手順を考案している。日本人では松田道弘、高木重朗、二川滋夫など。
コインがなにかを貫通するマジックは以下のようにたくさんある。
- コインがハンカチを貫通（コイン・スルー・ハンカチーフ）
- コインがグラスの底を貫通（コイン・スルー・グラス）
- コインがコインの直径より小さな口のボトルの中に入る（コイン・イン・ザ・ボトル）
- コインが底を貫通してボトルの中に入る（コイン・トゥ・ザ・ボトル）
- グラスの上にカードを置きその上にさらにコインを置くが、コインがカードを貫通してコップに入る（コイン・スルー・カード）
- コインが手のひらを3回貫通（トリプル・ペネトレーション）

ワイルド・コイン
カードマジックのワイルド・カードというマジックのコイン版。3枚程度の銀貨を1枚ずつ銅貨にかえてコップの中に入れていく。最後にコップの中を確認するとコインは全て銀貨に戻っている。
アル・シュナイダー、デビッド・ロスなどが方法を考案している。
ワンコイン・ルーティン
1枚のコインだけを用いて出現・移動・消失などの現象を何度か繰り返すルーティン。トニー・スライディーニが得意とした。
シリンダー・アンド・コイン
中にコインが入るサイズのシリンダー（筒）と4枚程度のコインを使う。手に持ったコインが消失し、テーブルの上のシリンダーの中から出現する。
コインボックス・ルーティン
コインボックス（コインを収納する容器）を用いたコインマジック。オキトの考案した「オキトのコインボックス」が基本であり、多くのバリエーションがある。
ジャンボコイン・ルーティン
ジャンボコイン（通常より大きなコイン）を用いたコインマジック。普通のサイズのコインを巨大化させてジャンボサイズにかえたり、逆にジャンボコインを普通のサイズに戻すこともある。
ハンギングコイン
4枚のコインについて、1枚ずつ透明にして空中にある仮想のハンガーにひっかけていく。全て透明にしたら、今度は透明なそれらのコインをとって元に戻す。
パースフレーム・ルーティン
パースフレーム（がま口の口金の部分）を用いたコインマジック。あたかも財布から小銭を取り出すように、パースフレームからコインを出現させたりする。
ポータブル・ホール
デビット・ロスの作品。まず上述のパースフレームの中から3枚のコインが出現する。続いて黒い円盤形の布がパースフレームからでてくる。マジシャンはこれを持ち運び用の穴（つまりポータブル・ホール）で、この穴にコインを通して消してみせると説明する。実際にマジシャンはコインを1枚ずつ取り上げて黒い布にこすり付けると1枚ずつ消えてゆく。3枚のコインが全部消失したあと、1枚がパースフレームから戻ってくる。マジシャンは黒い布を決して持ち上げたりしていないということを強調したあと、そのコインを再び穴に入れて消す。最後に黒い布を持ち上げると、3枚のコインがその下から帰ってくる。場合によっては、そのあとさらに黒い布の下からジャンボコインを出現させることもある。
現象が大きく異なるがジャコモ・ベルティーニが同名のマジックを考案している。
ナード
空中から3枚のコインを1枚ずつ取り出し、1枚ずつ消失させ、さらに1枚ずつ再出現させる。
クラウディオ
ペンを使ったコインマジック。空の手をペンでたたくとコインが出現する。コインを握り、その手をペンでたたくとコインは消失する。そのあとペンとコインが入れ替わり、最後に観客にペンをわたしてコインをつついてもらうとコインが大きくなる。